# Instituto de Neurociencias de Castilla y León
El Instituto de Neurociencias de Castilla y León, también conocido como INCYL, es un centro universitario que se dedica a la investigación científica en el sistema nervioso normal y sus patologías, además de formar a nuevos investigadores. Su principal objetivo es comprender la estructura, organización y funcionamiento del cerebro.
El INCYL cuenta con un equipo multidisciplinario de investigadores provenientes de campos como medicina, biología, farmacia, física y psicología, lo que facilita el desarrollo de proyectos de investigación interdisciplinarios de alta calidad.
Ofrece diversos servicios generales, como la microscopia láser confocal, microcirugía láser, etc.. Estos se encuentran a disposición de cualquier usuario de dentro o fuera del Instituto. Además, dispone de un banco de músculo y de tejido nervioso para la investigación.
El INCYL también participa activamente en la formación de nuevos investigadores a través de programas de posgrado, cursos y talleres especializados en neurociencias. Asimismo, promueve la divulgación científica mediante actividades de extensión y difusión del conocimiento a la sociedad.

## Edificio
El edificio donde se desarrolla toda la actividad fue construido en el año 2008 por la USAL, y está dotado de todo tipo de medios para el mejor desarrollo de sus funciones, situándose en la ciudad de Salamanca.

## Las principales líneas de investigación
- Enfermedades del Sistema Nervioso Central y estudios clínicos: abarcando patologías como Alzheimer, Parkinson, epilepsia, esquizofrenia, adicciones y déficits sensoriales.
- Neurobiología celular y molecular: centrada en procesos de neurodegeneración, neuroprotección y estudio de receptores.
- Neurobiología de sistemas: enfocada en los sistemas auditivo, olfativo, visual y motor.
- Terapia celular y medicina regenerativa: investigando en áreas como la regeneración retiniana, trasplantes y esclerosis múltiple.

## Grupos de Investigación
El Instituto de Neurociencias de Castilla y León (INCYL) alberga diversos grupos de investigación especializados en distintas áreas de las neurociencias. A continuación, se detallan los principales laboratorios y sus enfoques:
1. Neurociencia Auditiva y Cognitiva: Investiga los mecanismos neuronales relacionados con la percepción auditiva y los procesos cognitivos asociados.
2. Audición Computacional y Psicoacústica: Se centra en el estudio de la audición desde perspectivas computacionales y psicoacústicas, analizando cómo procesamos los sonidos.
3. Neuroquímica y Neurociencia Molecular: Analiza las bases químicas y moleculares del funcionamiento neuronal, incluyendo la comunicación sináptica y la señalización celular.   Instituto Neurociencias
4. Formación de Circuitos Neuronales y Enfermedades Cerebrales: Estudia cómo se forman los circuitos neuronales y su implicación en diversas patologías cerebrales.
5. Neuroplasticidad Auditiva: Investiga la capacidad del sistema auditivo para adaptarse y reorganizarse en respuesta a cambios o daños.
6. Neurohistología: Se dedica al estudio de la estructura microscópica del sistema nervioso, proporcionando información sobre su organización y función.
7. Plasticidad Neuronal y Neurorreparación: Analiza los mecanismos de plasticidad neuronal y las estrategias para la reparación del sistema nervioso tras lesiones.
8. Neurobiología Comparada: Compara sistemas nerviosos de diferentes especies para entender principios generales de la neurobiología.
9. Trastornos Degenerativos del Sistema Visual: Investiga enfermedades que afectan al sistema visual, como la degeneración macular y el glaucoma.
10. Trastornos Audiomotores y Epilepsias Reflejas (TAM): Se enfoca en trastornos que afectan la coordinación entre la audición y el movimiento, así como en tipos específicos de epilepsia.
11. Neurobiología de las Neurotrofinas: Estudia el papel de las neurotrofinas en el desarrollo y mantenimiento del sistema nervioso.
12. Neuroanatomía de los Sistemas Peptidérgicos: Analiza la distribución y función de péptidos en el sistema nervioso.
13. Neurobioquímica: Investiga las bases bioquímicas de la función neuronal y su implicación en enfermedades neurológicas.   Instituto Neurociencias
14. Neurobioquímica-Biomarcadores en Esclerosis Múltiple: Se centra en la identificación de biomarcadores para el diagnóstico y seguimiento de la esclerosis múltiple.
15. Fisiopatología Redox del Músculo Esquelético y Envejecimiento: Estudia cómo el estrés oxidativo afecta al músculo esquelético durante el envejecimiento.
16. Neuroendocrinología: Investiga la interacción entre el sistema nervioso y el endocrino, y cómo regulan funciones corporales.
17. Promosalud: Neurociencia Afectiva y Social: Analiza las bases neuronales de las emociones y las interacciones sociales.
18. Degeneración y Regeneración: Se enfoca en los procesos de degeneración neuronal y las posibilidades de regeneración del sistema nervioso.
19. Señalización Celular y Proteómica: Investiga las vías de señalización celular y el perfil proteico en células neuronales.

Estos grupos trabajan de manera interdisciplinaria para avanzar en el conocimiento del sistema nervioso y sus patologías, contribuyendo al desarrollo de nuevas terapias y estrategias de intervención.